# Белспецвнештехника
Белспецвнештехника, БСВТ (бел. Белспецзнештэхніка, БСЗТ) — белорусское государственное внешнеторговое унитарное предприятие, основанное в 1995 году. Специализируется на торговле и производстве вооружений и продукции двойного применения. Входит в состав Государственного военно-промышленного комитета. Считается ведущим предприятием страны в области экспорта вооружений.
В каталоге компании имеется авиационная техника и оснащение к ней, средства ПВО, вооружение и техника для сухопутных войск, прицельная техника, приборы двойного назначения, стрелковое вооружение, боеприпасы, тренажёры.
В структуру ГВТУП «Белспецвнештехника» входит ООО «БСВТ – новые технологии», специализирующееся на разработке и производстве полного спектра оптической продукции – прицелах для бронетанковой техники, систем управления огнем, комплексов ПВО, стрелкового вооружения.
Компания управляет совместным суданско-белорусским предприятием «S&B Aviation company LTD». Её технические специалисты, базирующиеся в Хартуме, обслуживают весь парк вертолётов и самолётов ВВС Судана.
Кроме того, «Белспецвнештехника» взяла на себя обязательства по обслуживанию ударных вертолётов Ми-35 ВВС Нигерии. Белорусы отвечают за вертолёты 97-й группы спецназа в Порт-Харкорте.
В 2022 года в связи со вторжением России на Украину предприятие попало в Список специально обозначенных граждан и заблокированных лиц США, а также под санкции Австралии, Великобритании, Европейского союза, Канады, Новой Зеландии, Швейцарии, Японии и самой Украины.